# Désiré-Albert Barre
Désiré-Albert Barre, ook wel "Albert Désiré Barre ", (1818 - Parijs - 1878) was een Frans medailleur en graficus. Hij ontwierp onder andere postzegels en onderscheidingen zoals de bekende Sint-Helenamedaille. Albert Désiré Barre was eerste graveur van de Parijse Munt. 